# Lars Mikkelsen (vægtløfter)
Lars Mikkelsen er en dansk vægtløfter og træner fra Nordjylland. Han er i øjeblikket Danmarks landstræner.